# Myoxocephalus stelleri
Myoxocephalus stelleri és una espècie de peix pertanyent a la família dels còtids.

## Descripció
- Fa 60 cm de llargària màxima.[3][4]

## Hàbitat
És un peix associat als esculls rocallosos i de clima temperat que viu fins als 60 m de fondària.

## Distribució geogràfica
Es troba al Pacífic nord-occidental: des del nord del Japó fins a l'oest del mar de Bering.

## Longevitat
La seua esperança de vida és de 12 anys.

## Observacions
És inofensiu per als humans.